# Parachironomus avicularis
Parachironomus avicularis är en tvåvingeart som först beskrevs av Jean-Jacques Kieffer 1921.  Parachironomus avicularis ingår i släktet Parachironomus och familjen fjädermyggor.
Artens utbredningsområde är Polen. Inga underarter finns listade i Catalogue of Life.